# Stop Press Girl
Stop Press Girl è un film del 1949, diretto da Michael Barry, con Sally Ann Howes.